# 瓦布尔拉拜
瓦布尔拉拜（法語：Vabres-l'Abbaye，法語發音：[vabʁ labei]）是法国阿韦龙省的一个市镇，属于米约区。

## 地理
瓦布尔拉拜（43°56'42"N, 2°50'13"E）面积41.36 平方千米，位于法国奧克西塔尼大區阿韦龙省，该省份为法国南部内陆省份，位于法國中央高原南部，北起顺时针与康塔爾省、洛泽尔省、加尔省、埃罗省、塔恩省、塔恩-加龙省和洛特省接壤。
与瓦布尔拉拜接壤的市镇（或旧市镇、城区）包括：卡尔梅勒和勒维亚拉、日萨克、蒙洛尔、勒布尔吉勒、聖阿夫里克、圣瑞埃里。

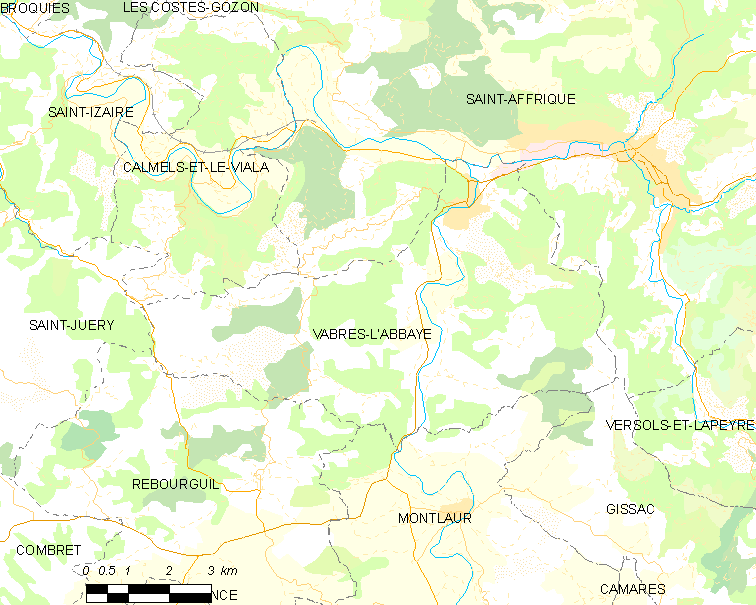
瓦布尔拉拜的OSM定位图

瓦布尔拉拜的时区为UTC+01:00、UTC+02:00（夏令时）。

## 行政
瓦布尔拉拜的邮政编码为12400，INSEE市镇编码为12286。

## 政治
瓦布尔拉拜所属的省级选区为圣阿夫里克县。

## 人口

1962-2008年间瓦布尔拉拜人口变化图示

瓦布尔拉拜于2022年1月1日时的人口数量为1209人。